# Jambo Apha
Jambo Apha is een bestuurslaag in het regentschap Aceh Selatan van de provincie Atjeh, Indonesië. Jambo Apha telt 1405 inwoners (volkstelling 2010).